# 樂良才
樂良才（？—？），宁波慈水镇人，明朝初年江湖郎中，是北京同仁堂乐氏始祖。乐显扬的曾祖。

## 简介
乐氏世居浙江省宁波地区，樂良才先辈乐仁规官拜刑部尚書，因避朱温乱唐，在鄞县隐居。到樂良才一代，家道已经衰弱，为江湖郎中。明朝永乐初年，乐良才流落北京城，走街串巷，行医卖药（书中记载乐良才为“铃医”，因是走街串巷摇铃行医之故）。乐良才在北京定居后，娶杨氏为妻，有子乐廷松。乐廷松，以及三世乐怀育，四世乐显扬，均继承乐良才衣钵，行医问药。
乐良才承袭了游方郎中的一贯特点，就是既行医看病，又能问药制药，还有很多偏方秘方，不乏疗效独特者。这些都为乐氏和北京同仁堂后来的发展奠定了基础。